# The Highlanders (Doctor Who)
The Highlanders (Los de las Tierras Altas) es el cuarto serial de la cuarta temporada de la serie británica de ciencia ficción Doctor Who, emitido originalmente en cuatro episodios semanales del 17 de diciembre de 1966 al 7 de enero de 1967. Marca la primera aparición de Frazer Hines como el nuevo acompañante Jamie McCrimmon.

## Argumento
Tras la batalla de Culloden, el ejército británico ha triunfado sobre las fuerzas del príncipe Carlos Eduardo Estuardo. Cuando llega la TARDIS, el Doctor, Ben y Polly se encuentran con unos escoceses rebeldes en huida que les hacen prisioneros. Todos se esconden en una cabaña abandonada con el terrateniente Colin McLaren, que ha sido malherido, su hija Kirsty, su gaitero Jamie McCrimmon y su hijo Alexander, que muere defendiéndoles de una patrulla de soldados ingleses en busca de supervivientes. El líder de la patrulla, el teniente Algernon Ffinch, es un petimetre, pero su sargento tiene más fuerza y se lleva al Doctor, Jamie, Ben y el terrateniente para que les ahorquen, mientras Polly y Kirsty, que habían ido a por agua e intentan una distracción, logran escapar.
Las dos mujeres acaban escondiéndose en una cueva, y después en una madriguera para evitar a Ffinch, que cree que el príncipe es una de ellas, tras correr el rumor de que escapó del campo de batalla vestido de mujer. Finalmente Ffinch las encuentra y ellas usan sus encantos femeninos para atraparle y robarle el dinero. Después, en Inverness, la ciudad importante más cercana a Culloden, vuelven a encontrarse con él, y utilizan su anterior estupidez para chantajearle.
Mientras tanto, en el campo de batalla, el comisario real de prisiones, un personaje turbio llamado Grey, se ha embarcado en una trama para esclavizar a cualquier highlander que quede con vida y enviarlo a las colonias. Se trata de un asunto ilegal, pero espera que le haga rico. Hace contacto con un capitán marino sin escrúpulos llamado Trask, que accede a poner su barco, el "Annabelle", al servicio de esta tarea. Entre los prisioneros identificados para la venta están el Doctor, Jamie, Ben y el terrateniente. Los llevan a prisión en Inverness y son encarcelados con muchos otros prisioneros, pero el Doctor logra salir de la celda empapada y después vence a Grey y su secretario para preparar su escapada. Grey es liberado por Trask, y el capitán informa de que el plan de transporte ha comenzado, y prepara el envío de un grupo de prisioneros al barco, entre ellos Jamie, Ben y el terrateniente. No pasa mucho tiempo antes de que los prisioneros adivinen que van a ser vendidos como esclavos, pero muchos aceptan su destino, pensando que siete años de trabajos forzados (una mentira) son mejores que las galeras. Solo Ben, Jamie, el terrateniente y uno de sus amigos, Willie McKay, se niegan a firmar. Cuando Ben ataca a Grey, Trask le tira al mar.
Mientras tanto, el Doctor se ha disfrazado de cocinera y de alemana, y usa esas identidades para moverse libremente. Se reúne con Polly y Kirsty, y poco después con Ben, que ha escapado nadando. El Doctor, tras inventarse una historia sobre el anillo del príncipe Carlos y que sabe dónde está escondido, se presenta ante Grey. De hecho, dice que el príncipe es el gaitero Jamie. Todo esto es una estratagema para distraer a Grey y Trask mientras las chicas liberan a los prisioneros y les dan armas para un motín. Cuando Grey y Trask van a examinar a Jamie en el calabozo, les capturan los highlanders armados y comienza una revuelta. Trask huye y acaba herido en el mar. Willie McKay se hace con el control del Annabelle y decide navegar a la libertad en Francia, contento de aceptar a Perkins como voluntario dispuesto al viaje. Kirsty y su padre también son pasajeros en el barco y así serán libres.
El Doctor, Ben y Polly regresan al pueblo, usando a Grey como rehén para asegurarse de moverse seguramente por la zona, y se les une Jamie, que ha decidido quedarse y ayudarles a encontrar la TARDIS. De esta forma, pierde el barco a Francia con sus amigos. El grupo pierde a Grey pero encuentra a Ffinch, a quien obligan a ayudarles a volver a Culloden. Pero Grey ha sido listo: alcanza la cabaña donde encontró por primera vez al Doctor, y se trae una patrulla de soldados. Ffinch hace un último acto de servicio, esta vez a propósito sin chantaje, cuando arresta a Grey por la trama del transporte. El solicitante ha perdido sus papeles (gracias al Doctor) y no puede probar ninguna legalidad de sus planes. Polly le da las gracias con un beso, y el teniente Ffinch se marcha. El Doctor, Ben y Polly regresan a la TARDIS e invitan a su nuevo amigo, Jamie McCrimmon, a bordo. Él nerviosamente acepta.

### Continuidad
- En el primer episodio, el Doctor se refiere a sí mismo como "Doktor von Wer",[1] lo que es una traducción literal de "Doctor Who" en alemán.

## Producción
| Episodio          | Fecha de emisión        | Duración | Espectadores en millones | Estado en el archivo              |
| ----------------- | ----------------------- | -------- | ------------------------ | --------------------------------- |
| Episodio 1        | 17 de diciembre de 1966 | 24:38    | 6,7                      | Solo quedan fotogramas y el audio |
| Episodio 2        | 24 de diciembre de 1966 | 23:41    | 6,8                      | Solo quedan fotogramas y el audio |
| Episodio 3        | 31 de diciembre de 1966 | 22:54    | 7,4                      | Solo quedan fotogramas y el audio |
| Episodio 4        | 7 de enero de 1967      | 24:19    | 7,3                      | Solo quedan fotogramas y el audio |
| [ 2 ] [ 3 ] [ 4 ] |                         |          |                          |                                   |

- El título provisional de esta historia era Culloden.[5] Sin embargo, unos años antes la BBC había emitido un docudrama titulado así, lo que les hizo cambiar el título.
- El guion fue asignado por Elwyn Jones, que estaba demasiado ocupado para escribirlo. El editor de guiones Gerry Davis aceptó la tarea de escribir el serial. Jones y Davis compartieron el crédito en pantall, aunque Jones no trabajó en el guion.[5]
- El productor Innes Lloyd y el editor de guiones Gerry Davis al principio no estaban seguros de si Jamie podría funcionar como personaje regular, y aunque el contrato de Hines tenía una opción de tres seriales más, se filmó un final con Jamie quedándose atrás tras la marcha de la TARDIS. La interpretación de Hines durante el rodaje les convenció de que el personaje tenía potencial, y se volvió a filmar el final.[6] Su popularidad entre el público aseguró el puesto a largo plazo de Jamie en la tripulación de la TARDIS.[7]
- Este fue el último serial histórico puro hasta Black Orchid en 1982.[8] Patrick Troughton animó a que se apartaran de las historias históricas, a consejo de su hijo Michael, y con interés en explorar el "auténtico drama científico", así como por un deseo de distinguir su era de la del previo Doctor, William Hartnell.[9]
- La BBC destruyó los cuatro episodios del serial.
- Cuando todavía era actor a principios de los sesenta, el director de este serial, Hugh David, había sido considerado para el papel del Primer Doctor, pero al tener solo 38 años en la época, Verity Lambert le consideró demasiado joven para el papel.[10]